# Bela (Maharashtra)
Bela es una ciudad censal situada en el distrito de Bhandara en el estado de Maharashtra (India). Su población es de 5914 habitantes (2011). 

## Demografía
Según el censo de 2011 la población de Bela era de 5914 habitantes, de los cuales 2892 eran hombres y 3022 eran mujeres. Bela tiene una tasa media de alfabetización del 85,31%, superior a la media estatal del 82,34%: la alfabetización masculina es del 90,65%, y la alfabetización femenina del 80,18%.